# Robert Ryan (député fédéral)
Pour les articles homonymes, voir Ryan et Robert Ryan.
Robert Ryan (9 juillet 1878-9 novembre 1954) fut un comptable et homme politique fédéral du Québec.

## Biographie
Né à Bergerville au Québec, il entama sa carrière politique en servant comme échevin dans le conseil municipal de la ville de Trois-Rivières de 1911 à 1939. Candidat indépendant dans la circonscription de Trois-Rivières—Saint-Maurice en 1925, il fut défait par le libéral Arthur Bettez. Élu député libéral de Trois-Rivières en 1940, il fut défait en 1945.